# Edvardovo jezero
Edvardovo jezero (anglicky Lake Edward, francouzsky Lac Édouard, dříve Idi Amin nebo Idi Amin Dada, dnes také Rutanzige či Rwitanzigye) je jezero ve Východní Africe v povodí řeky Nil na hranicích Demokratické republiky Kongo a Ugandy. Nachází se ve Velké příkopové propadlině a řadí se mezi Africká Velká jezera (15. největší v Africe). Jeho severní pobřeží je několik kilometrů od rovníku. Má rozlohu 2 150 km². Je 77 km dlouhé a maximálně 40 km široké. Dosahuje maximální hloubky 111 m. Leží v nadmořské výšce 912 m.

## Vodní režim
Jezero je napájeno z řek Nyamugasani, Ishasha, Rutshuru a Rwindi. Kanál Kazinga spojuje Edwardovo jezero a Georgovo jezero. Z jezera odtéká řeka Semliki, která teče do Albertova jezera.

## Fauna a flóra
Na jezeře je rozvinutý rybolov. V jezeře se nachází mnoho druhů ryb např. tlamoun nilský (Oreochromis niloticus). Rybolov je zde velmi důležitou aktivitou. Fauna žijící na březích jezera zahrnuje např. šimpanze, slony, krokodýly a lvy, kterým poskytuje ochranu Národní park Virunga (Demokratická republika Kongo) a Národní park královny Alžběty (Uganda). Žije zde také mnoho tažných i jiných ptáků.

## Historie
Jezero objevil Henry Morton Stanley v roce 1888 a pojmenoval jej po Albertu Edwardovi, princi waleském. Později bylo jezero přejmenováno na Jezero Idi Amin nebo Jezero Idi Amin Dada po ugandském diktátorovi Idi Aminovi, po jeho sesazení v roce 1979 je opět známé jako Edvardovo jezero (také jezero Rutanzige).